# Пищальє
Пища́льє (рос. Пищалье) — село у складі Орічівського району Кіровської області, Росія. Адміністративний центр Пищальського сільського поселення.
Населення становить 417 осіб (2010, 443 у 2002).
Національний склад станом на 2002 рік — росіяни 93 %.